# 硅基生物

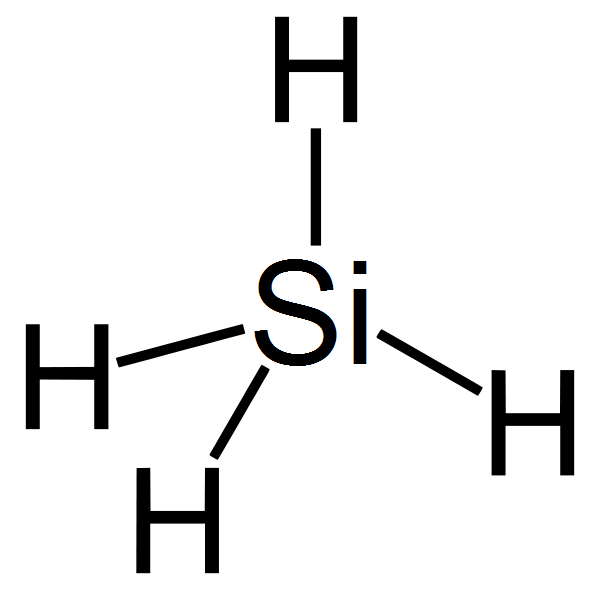
硅烷的结构

聚二甲基硅氧烷的结构

硅基生物（英語：Silicon-based life）是指以硅元素为有机物质基础的生物。在构成硅基生物的氨基酸中，连接氨基与羧基的是硅元素，所以称作硅基生物。虽然硅基生物至今只是假说而被主流学界认为尚未发现实例，但它却一直是学术界和科幻小说中的热门话题。
硅基生物的概念最初由波茨坦大学的天体物理学家儒略·申纳尔在1891年于他的一篇探讨以硅为基础的生命存在的可能性的文章中提出。英国化学家詹姆士·爱默生·雷诺兹接受了他的观点后，于1893年在英国科学促进协会的一次演讲中指出，硅化合物的热稳定性使得以其为基础的生命可以在高温下生存。由于硅原子具有与碳原子相近的化学性质，所以很可能是构成生命的有机化合物中碳原子的可替代物。而硅基生物也必须摄入足够的含硅食物以维持生存。

## 特点
宇宙中硅元素的含量总体较少，而目前在陨星、彗星、行星的大气层、恒星的外层、星际空间中，也尚未发现二氧化硅以外的含硅化合物。因此宇宙中的硅基生物相对于碳基生物可能要稀少很多。与碳基生物相比较，硅基生物的优势还在于其内部结构更为稳定，更能抵御病菌的侵蚀和射线的照射，但它们的新陈代谢速度会比碳基生物慢许多倍。
由于硅原子比碳原子多了一个电子层，导致其对最外层的4个电子的控制力远小于碳原子的能力，使理论上很多本可以由硅原子骨架形成的化合物，实际却都极其不稳定，而只能存在于实验条件下，甚至有的只能存在零点几秒。而硅基化合物也不能像碳基化合物一样具备手性上的左旋右旋之分。又由于单独硅元素很难形成长链，目前在实验室中，硅链的长度最多也只能达到十几个原子，这样就难以形成复杂的生物大分子，对于生命活动尤其是新陈代谢来说是一个巨大的障碍。这些也注定了硅基化合物没有碳基化合物那样的多样性。硅链在水中不稳定而容易断裂，因此硅基生物也不适合生存在多水的环境中。
硅同氧的结合力非常强，处置二氧化硅这样的固体物质会给硅基生命的呼吸过程带来很大挑战，除非该星球上的温度高到能够使二氧化硅液态甚至是气态的时候才有可能像地球生物一样呼吸。假设的更好的解决方案是吸入氟气氧化自身的储蓄物和吸入氟化氢与二氧化硅反应，最后都呼出四氟化硅。也可能硅基生物在高温环境下吸入氢气而呼出四氢化硅。硅基植物则通过“光合作用”吸入四氟化硅、水和光经过一系列反应生成氟化氢排回大气中并生成“硅淀粉”。

## 人工智能作為矽基生命
由於近年，機械人及人工智能急速發展，特別是在大型語言模型如ChatGPT面世後，以及矽是一種非常重要的半導體材料，因此有意見認為，人工智能可能在未來會出現意識，成為矽基生命。